# The Neanderthal Parallax
The Neanderthal Parallax est une trilogie de romans écrits par l'écrivain canadien de science-fiction Robert J. Sawyer, parue à partir de 2002. 
Les trois volumes de la trilogie sont :
- (en) Hominids, 2002
- (en) Humans, 2003
- (en) Hybrids, 2003

Aucun des trois romans n'est encore paru dans les pays francophones.

## Thème
L'auteur imagine qu'une connexion est ouverte avec une Terre parallèle, dans laquelle les Hommes de Néanderthal ont pris le pouvoir et sont devenus l'espèce dominante sur Terre. La trame du roman concerne les différences entre notre monde, notre société, nos habitudes, notre mode de vie, nos idéologies et une société néanderthalienne.
Le contact entre les deux mondes a lieu à l'observatoire de Sudbury, en Ontario, qui est aussi le lieu d'un centre de recherches sur le monde néanderthalien.

## Distinctions
Le premier roman de la trilogie, Hominids, a reçu le prix Hugo du meilleur roman 2003.